# Praia Estadual El Capitán

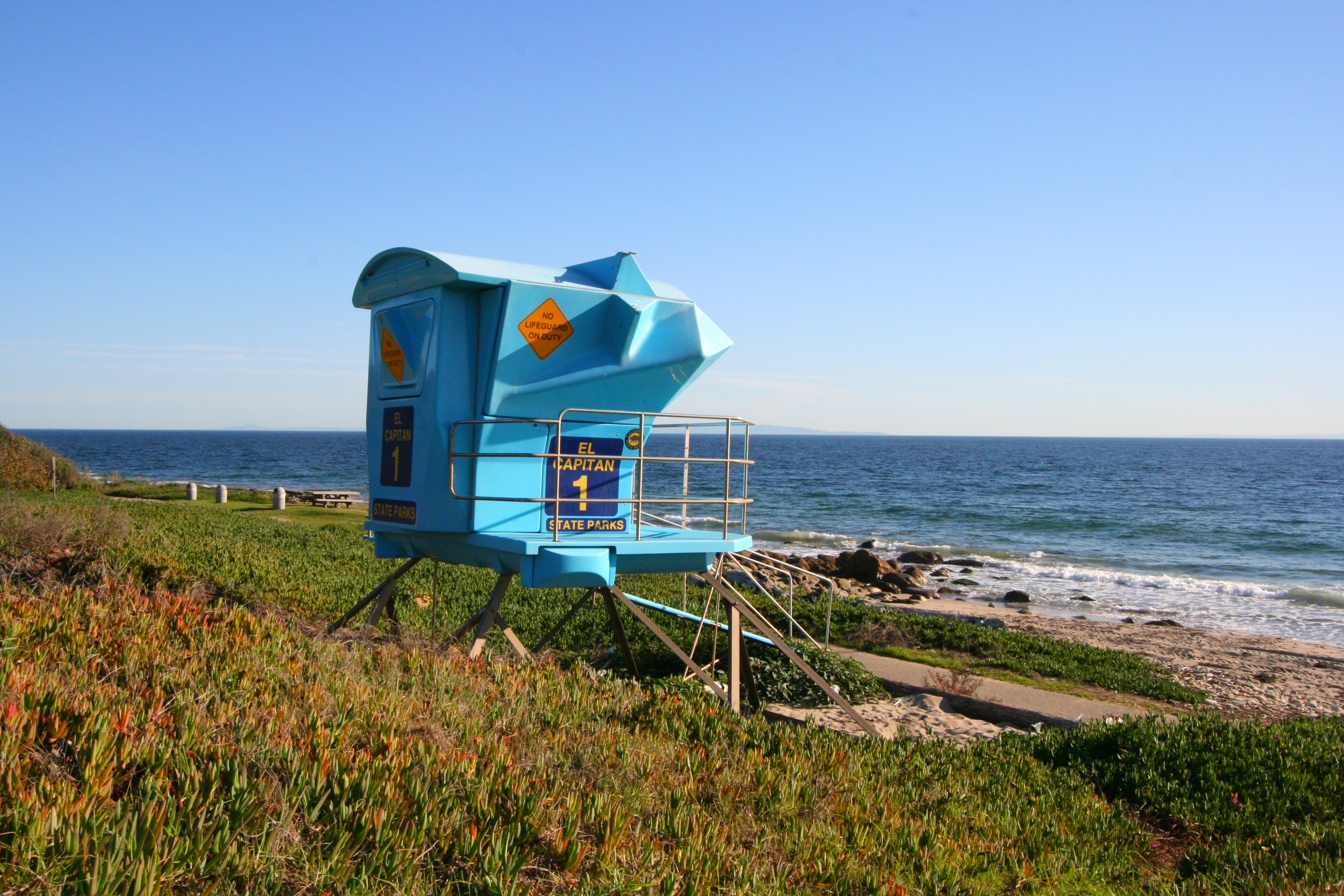
Posto de salva-vida na praia El Capitán

A Praia Estadual El Capitán (em inglês:  El Capitán State Beach, significando O Capitão em espanhol) é uma praia privada localizada na Califórnia, a 20 milhas de Santa Bárbara. É conhecida por estar no Guinness Book como o monólito de granito mais alto.[carece de fontes?]